# Sonic Dream Team
Sonic Dream Team è un videogioco a piattaforme 3D della serie Sonic the Hedgehog uscito il 5 dicembre 2023 in esclusiva per Apple Arcade.

## Trama
Il Dottor Eggman ha scoperto un'antica reliquia chiamata Reverie, il cui potere permette di rendere reali i sogni di chi lo usa. Dal momento che realizza solo i sogni di anime pure, il malvagio scienziato rapisce Cream per usarla come filtro, senza però riuscire a ingannare la guardiana del Reverie, che lo addormenta a sua volta. Sonic, Tails, Knuckles, Amy e Rouge arrivano al posto in cerca di Cream e scoprono l'accaduto, ma anche loro vengono addormentati dal Reverie controllato da Eggman. Sonic si ritrova solo nel primo sogno del suo arcinemico e incontra la guardiana del Reverie, Ariem, la quale ha bisogno di aiuto per collegare tra loro i sogni del dottore, ripristinare gli amici di Sonic e mandare a monte il piano del nemico, raccogliendo le Sfere Oniriche (Dream Orbs). Aprendo i portali tra un sogno e l'altro i protagonisti vengono ripristinati e Ariem spiega che il Reverie entra in funzione una volta ogni mille anni terrestri per poi rientrare in fase dormiente. Ariem è costretta a ridursi in una sfera e i cinque protagonisti se la passano tra loro per darla a Tails al pannello di controllo del Reverie, che viene però distrutto da Eggman, potenziatosi. Sonic riesce tuttavia a ripristinare Ariem e tutti si risvegliano, liberando Cream e Cheese dalla capsula. Tails spiega di essere riuscito a modificare il protocollo del Reverie in modo tale da poter parlare con Ariem ma servirà prima un collaudo. Cream fa riaddormentare Eggman per mano di Cheese e i protagonisti se ne vanno. In una scena dopo i titoli di coda, la dolce Cream riesce a parlare con Ariem: le smanettate di Tails hanno funzionato e anche se il Reverie non potrà rendere reali i sogni per mille anni potranno parlare con la nuova amica ogni volta che vorranno.

## Modalità di gioco
Il gioco è a piattaforme in terza persona posteriore senza sezioni a scorrimento laterale e permette di ruotare liberamente la telecamera. Si possono utilizzare sei personaggi (Sonic, Tails, Knuckles, Amy, Cream e Rouge) con abilità personali, che aiutano il giocatore a esplorare il mondo dei sogni per soccorrere gli amici di Sonic:
- Sonic e Amy possono eseguire lo Scatto fulmineo (Light Dash) davanti alle file di anelli, utile per raggiungere punti lontani, mentre in assenza di tali file possono fare lo Scatto aereo (Jump Dash);
- Tails e Cream possono spiccare in volo per un breve periodo;
- Knuckles e Rouge possono planare e arrampicarsi sui muri.

Alcuni livelli delle tre zone richiedono lo sblocco degli altri personaggi per essere giocati. Ogni livello ha più missioni come raccogliere oggetti o raggiungere il portale onirico (traguardo) entro un tempo limite; le ricompense sono Sfere Oniriche, che sbloccano livelli e personaggi giocabili.
Alla fine di ogni zona c'è un boss da sconfiggere per accedere alla successiva. In ordine di apparizione sono:
- Dr. Crabulous (Dr.ガニガニ?, Doctor Ganigani, lett. "dottor Crabmeat"): un enorme granchio con i baffoni di Eggman in grado di fare grossi balzi e generare onde d'urto con le chele e il proprio corpo. Nonostante le dimensioni, a Sonic o Amy basta sferrare un colpo per sgonfiare la parte incastrata nella sabbia per ridurlo infine a un minuscolo Crabmeat.
- Tetraomini (The Four Man): gigantesco robot umanoide a forma di uovo e simile ad Eggman, viene affrontato da Tails o Cream in due fasi. Sorveglia il boss successivo, che si scopre essere già stato lanciato.
- Cacciaguardiana (ガーディアンハンター?, Gādian Hantā, in inglese Guardian Hunter): mostro sintetico con un occhio creato da Eggman per catturare Ariem e piegarla al suo volere. Viene distrutto da Knuckles o Rouge.
- Eggman incubo (ナイトメア・エッグマン?, Naitomea Eggman, in inglese Nightmare Eggman): trasformazione dello scienziato, è l'unico boss completamente invulnerabile e a non essere mai colpito. Per affrontarlo si usano a segmenti Sonic, Rouge, Knuckles, Cream e Amy, infine Sonic raggiunge il nucleo e vi inserisce Ariem, che neutralizza così lo scienziato.

## Sviluppo
Il gioco è stato annunciato il 22 luglio 2022 mentre il primo trailer è uscito il 1º novembre 2023. Lo stesso giorno Ian Flynn ha dichiarato che stava scrivendo il copione e Tee Lopes è il compositore della colonna sonora, con Jonny Atma alle chitarre. Il titolo sarà esclusivo inizialmente per i dispositivi iOS e macOS tramite il servizio in abbonamento Apple Arcade.
Secondo Flynn questo è il primo gioco per dispositivi mobili della serie ad essere canonico al filone narrativo.

### Aggiornamenti
Nel corso del 2024 il gioco ha ricevuto cinque aggiornamenti che ne hanno allungato la durata.
- Il primo, pubblicato il 14 febbraio, ha una modalità "Speed Battle", dove il giocatore tiene conto dei tempi migliori in ogni atto e competere online per i tempi, più otto nuove missioni per i boss con panoramica delle mosse.
- Il secondo, pubblicato il 17 aprile, introduce "Sweet Dreams Zone", aggiunge i trofei e i gradi/voti.
- Il terzo, pubblicato il 12 giugno, ha due nuovi atti per Sweet Dreams, con missioni giocabili dopo la conclusione e fatte "solo per giocatori esperti", nuovi trofei, voti e musiche collezionabili.
- Il quarto, pubblicato il 14 settembre, aggiunge nuovi poteri sbloccabili per i personaggi, ricompense e una modalità chiamata attacco a punti.
- Il quinto, annunciato durante il Sonic Central del 24 settembre e pubblicato il 18 dicembre, aggiunge Shadow come personaggio giocabile, con due poteri: Chaos Control e Chaos Shift.

## Doppiaggio
Il gioco è stato doppiato solo in inglese americano. Per la prima volta da Sonic Rivals 2 il gioco non ha il doppiaggio giapponese, mentre quello italiano e altre lingue era stato escluso solo in Mario & Sonic ai giochi olimpici di Londra 2012.
| Personaggio                                        | Doppiatore                                              |
| -------------------------------------------------- | ------------------------------------------------------- |
| Sonic the Hedgehog                                 | Roger Craig Smith                                       |
| Miles "Tails" Prower                               | Colleen O’Shaughnessey                                  |
| Knuckles the Echidna                               | Dave B. Mitchell                                        |
| Amy Rose                                           | Cindy Robinson                                          |
| Rouge the Bat                                      | Karen Strassman                                         |
| Cream the Rabbit                                   | Michelle Ruff                                           |
| Cheese                                             | Ryo Hirohashi, Tomoko Sasaki (archivi, non accreditate) |
| Dr. Eggman                                         | Mike Pollock                                            |
| Ariem                                              | Jeannie Tirado                                          |
| Shadow the Hedgehog (aggiunto il 18 dicembre 2024) | Kirk Thornton (archivi, non accreditato)                |

## Accoglienza
Su Metacritic il gioco ha ricevuto recensioni "generalmente favorevoli" con 75/100 da parte di 8 recensori e 8,6/10 da 54 utenti.
Multiplayer.it ha dato 7.5 apprezzando l'estetica, la velocità del gioco, gli obiettivi, le strade percorribili e i personaggi, criticando però la semplicità del level design e la durata complessiva piuttosto breve.